# Беляево (Татарстан)
Беля́ево — деревня в Кайбицком районе Татарстана, входит в Кулангинское сельское поселение. Расположена на реке Бирля (левом притоке Свияги) в 18 км к востоку от районного центра — Больших Кайбиц.

## История
Основана в XVIII веке. До реформы 1861 жители относились к категории помещичьих крестьян. Занимались земледелием и разведением скота. В начале XX века в деревне работали школа начальной грамоты, ветряная мельница, 3 мелочные лавки. В это время земельный надел сельской общины составлял 544,5 десятин. До 1920 деревня входила в Азелеевскую волость Свияжского уезда Казанской губернии. С 1920 в составе Свияжского кантона ТАССР. С 14 февраля 1927 в Кайбицком, с 1 февраля 1963 в Буинском, с 4 марта 1964 в Апастовском, с 19 апреля 1991 в Кайбицком районах.

## Население
- 1989—217
- 1997—202
- 2010—186